# Campeonato Mundial de Atletismo en Pista Cubierta de 2008
El XII Campeonato Mundial de Atletismo en Pista Cubierta se celebró en Valencia (España) entre el 7 y el 9 de marzo de 2008 bajo la organización de la Asociación Internacional de Federaciones de Atletismo y la Real Federación Española de Atletismo.
Las competiciones se realizaron en el Palau Luis Puig, que contó para la ocasión con un aforo de 6000 localidades. Dos patos, Tonet y Tonica, fueron las mascotas del evento.

## Países participantes
Participaron 646 atletas (374 hombres y 272 mujeres) de 158 federaciones nacionales afiliadas a la IAAF.
| África (CAA) | Asia (AAA) | Europa (EAA) | Norteamérica (NACAC) | Oceanía (OAA) | Sudamérica (ConSudAtle)                                                                                   |
| --- | --- | --- | --- | --- | --- |
| Argelia · Botsuana · Burkina Faso · Burundi · Camerún · Cabo Verde · Comoras · República del Congo · República Democrática del Congo · Costa de Marfil · Egipto · Etiopía · Gabón · Ghana · Guinea · Guinea Ecuatorial · Kenia · Liberia · Madagascar · Mali · Marruecos · Mauricio · Mozambique · Namibia · Nigeria · Ruanda · Senegal · Seychelles · Sierra Leona · Sudáfrica · Sudán · Tanzania · Togo · Uganda · Zambia · Zimbabue | Arabia Saudita · Baréin · Brunéi · China · Emiratos Árabes Unidos · Hong Kong · Indonesia · Irán · Japón · Jordania · Kazajistán · Kuwait · Kirguistán · Laos · Líbano · Macao · Malasia · Maldivas · Birmania · Pakistán · Palestina · Catar · Singapur · Siria · Tailandia · China Taipéi · Tayikistán · Turkmenistán · Uzbekistán | Albania · Alemania · Andorra · Armenia · Austria · Azerbaiyán · Bélgica · Bielorrusia · Bosnia y Herzegovina · Bulgaria · Chipre · Croacia · Dinamarca · Eslovaquia · Eslovenia · España · Estonia · Finlandia · Francia · Grecia · Hungría · Irlanda · Israel · Italia · Letonia · Liechtenstein · Lituania · Macedonia del Norte · Malta · Moldavia · Mónaco · Noruega · Países Bajos · Polonia · Portugal · Reino Unido · República Checa · Rumania · Rusia · San Marino · Serbia · Suecia · Suiza · Turquía · Ucrania | Antigua y Barbuda · Bahamas · Bermudas · Canadá · Costa Rica · Cuba · República Dominicana · Dominica · El Salvador · Estados Unidos · Granada · Haití · Honduras · Islas Vírgenes Británicas · Islas Vírgenes de los Estados Unidos · Jamaica · México · Nicaragua · Puerto Rico · San Cristóbal y Nieves · San Vicente y las Granadinas · Trinidad y Tobago | Australia · Islas Cook · Fiyi · Guam · Kiribati · Micronesia · Nauru · Isla Norfolk · Nueva Zelanda · Palaos · Polinesia Francesa · Islas Salomón · Samoa · Tonga · Vanuatu | Argentina · Bolivia · Brasil · Chile · Colombia · Guyana · Panamá · Paraguay · Perú · Uruguay · Venezuela |

## Resultados

### Masculino
| Evento                    | Oro                                                                       | Plata                                                                         | Bronce                                                                                       |
| ------------------------- | ------------------------------------------------------------------------- | ----------------------------------------------------------------------------- | -------------------------------------------------------------------------------------------- |
| 60 m (07.03)              | Olusoji Fasuba Nigeria 6,51 s                                             | Dwain Chambers Reino Unido / Kim Collins San Cristóbal y Nieves 6,54 s        |                                                                                              |
| 400 m (09.03)             | Tyler Christopher · Canadá · 45,67                                        | Johan Wissman · Suecia · 46,04                                                | Chris Brown Bahamas 46,26                                                                    |
| 800 m (09.03)             | Abubaker Kaki Khamis Sudán 1:44,81                                        | Mbulaeni Mulaudzi Sudáfrica 1:44,91                                           | Yusuf Saad Kamel Baréin 1:45,26                                                              |
| 1.500 m (08.03)           | Deresse Mekonnen Etiopía 3:38,23                                          | Daniel Kipchirchir Komen Kenia 3:38,54                                        | Juan Carlos Higuero · España · 3:38,82                                                       |
| 3.000 m (09.03)           | Tariku Bekele Etiopía 7:48,23                                             | Paul Kipsiele Koech Kenia 7:49,05                                             | Abreham Cherkos Etiopía 7:49,96                                                              |
| 60 m vallas (08.03)       | Xiang Liu China 7,48                                                      | Allen Johnson Estados Unidos 7,55                                             | Evgeni Borisov · Rusia / · Staņislavs Olijars · Letonia · 7,60                               |
| Salto de altura (08.03)   | Stefan Holm · Suecia · 2,36 m                                             | Yaroslav Rybakov · Rusia · 2,34 m                                             | Kyriakos Ioannou Chipre / Andra Manson Estados Unidos 2,30 m                                 |
| Salto con pértiga (09.03) | Evgeni Lukianenko · Rusia · 5,90                                          | Brad Walker Estados Unidos 5,85                                               | Steven Hooker Australia 5,80                                                                 |
| Salto de longitud (08.03) | Godfrey Khotso Mokoena Sudáfrica 8,08                                     | Christopher Tomlinson Reino Unido 8,06                                        | Mohamed Salman al-Khuwalidi Arabia Saudita 8,01                                              |
| Salto triple (09.03)      | Phillips Idowu Reino Unido 17,75                                          | Arnie David Girat · Cuba · 17,47                                              | Nelson Évora Portugal 17,27                                                                  |
| Peso (07.03)              | Christian Cantwell Estados Unidos 21,77                                   | Reese Hoffa Estados Unidos 21,20                                              | Tomasz Majewski · Polonia · 20,93                                                            |
| 4 x 400 m (09.03)         | Estados Unidos James Davis Jamaal Torrance Greg Nixon Kelly Wilie 3:06,79 | Jamaica Michael Blackwood Edino Steele Adrian Findlay DeWayne Barrett 3:07,69 | República Dominicana · Arismendy Peguero · Carlos Santa · Pedro Mejía · Yoel Tapia · 3:07,77 |
| Heptatlón (09.03)         | Bryan Clay Estados Unidos 6371 pts.                                       | Andrei Krauchanka · Bielorrusia · 6234 pts.                                   | Dimitri Karpov · Kazajistán · 6131 pts.                                                      |

### Femenino
| Evento                    | Oro                                                                                   | Plata                                                                                    | Bronce                                                                               |
| ------------------------- | ------------------------------------------------------------------------------------- | ---------------------------------------------------------------------------------------- | ------------------------------------------------------------------------------------ |
| 60 m (07.03)              | Angela Williams Estados Unidos 7,06 s                                                 | Jeanette Kwakye Reino Unido 7,08 s                                                       | Tahesia Harrigan Islas Vírgenes Británicas 7,09 s                                    |
| 400 m (09.03)             | Olesia Zykina · Rusia · 51,09                                                         | Natalia Nazarova · Rusia · 51,10                                                         | Shareese Woods Estados Unidos 51,41                                                  |
| 800 m (09.03)             | Tamsyn Lewis Australia 2:02,58                                                        | Tetiana Petliuk · Ucrania · 2:02,66                                                      | Maria de Lurdes Mutola Mozambique 2:02,97                                            |
| 1.500 m (09.03)           | Gelete Burka Etiopía 3:59,75                                                          | Maryam Yusuf Jamal Baréin 3:59,79                                                        | Daniela Yordanova Bulgaria 4:04,19                                                   |
| 3.000 m (08.03)           | Meseret Defar Etiopía 8:38,79                                                         | Meselech Melkamu Etiopía 8:41,50                                                         | Mariem Alaui Selsuli Marruecos 8:41,66                                               |
| 60 m vallas (08.03)       | Lolo Jones Estados Unidos 7,80                                                        | Candice Davis Estados Unidos 7,93                                                        | Anay Tejeda · Cuba · 7,98                                                            |
| Salto de altura (09.03)   | Blanka Vlašić · Croacia · 2,03 m                                                      | Elena Slesarenko · Rusia · 2,01 m                                                        | Vita Palamar · Ucrania · 2,01 m                                                      |
| Salto con pértiga (08.03) | Yelena Isinbáyeva · Rusia · 4,75                                                      | Jennifer Stuczynski Estados Unidos 4,75                                                  | Monika Pyrek · Polonia / · Fabiana Murer · Brasil · 4,70                             |
| Salto de longitud (09.03) | Naide Gomes Portugal 7,00                                                             | Maurren Higa Maggi · Brasil · 6,89                                                       | Irina Simagina · Rusia · 6,88                                                        |
| Salto triple (08.03)      | Yargelis Savigne · Cuba · 15,05                                                       | Marija Šestak Eslovenia 14,68                                                            | Olga Rypakova · Kazajistán · 14,58                                                   |
| Peso (09.03)              | Valerie Vili Nueva Zelanda 20,19                                                      | Meiju Li China 19,09                                                                     | Misleydis González · Cuba · 18,75                                                    |
| 4 x 400 m (09.03)         | Rusia · Yulia Gushchina · Tatiana Levina · Natalia Nazarova · Olesia Zykina · 3:28,17 | Bielorrusia · Anna Kozak · Irina Jliustava · Sviatlana Usovich · Ilona Usovich · 3:28,90 | Estados Unidos Angel Perkins Miriam Barnes Shareese Woods Moushaumi Robinson 3:29,30 |
| Pentatlón (07.03)         | Tia Hellebaut · Bélgica · 4867 pts.                                                   | Kelly Sotherton Reino Unido 4852 pts.                                                    | Anna Bogdanova · Rusia · 4753 pts.                                                   |

1. ↑  Descalificación por dopaje de las medallista de oro y plata, las rusas Yelena Soboleva y Yuliya Fomenko, respectivamente.[1]
2. ↑  Descalificación por dopaje de la medallista de plata, la griega Hrysopiyi Devetzi.[1]
3. ↑  Descalificación por dopaje de la medallista de plata, la bielorrusa Nadzeya Ostapchuk.[1]

## Medallero
| Núm. | País                      | Oro | Plata | Bronce | Total |
| ---- | ------------------------- | --- | ----- | ------ | ----- |
| 1    | Estados Unidos            | 5   | 5     | 3      | 13    |
| 2    | Rusia                     | 4   | 3     | 3      | 10    |
| 3    | Etiopía                   | 4   | 1     | 1      | 6     |
| 4    | Reino Unido               | 1   | 4     | 0      | 5     |
| 5    | Cuba                      | 1   | 1     | 2      | 4     |
| 6    | China                     | 1   | 1     | 0      | 2     |
| 6    | Sudáfrica                 | 1   | 1     | 0      | 2     |
| 6    | Suecia                    | 1   | 1     | 0      | 2     |
| 9    | Australia                 | 1   | 0     | 1      | 2     |
| 9    | Portugal                  | 1   | 0     | 1      | 2     |
| 11   | Bélgica                   | 1   | 0     | 0      | 1     |
| 11   | Canadá                    | 1   | 0     | 0      | 1     |
| 11   | Croacia                   | 1   | 0     | 0      | 1     |
| 11   | Nigeria                   | 1   | 0     | 0      | 1     |
| 11   | Nueva Zelanda             | 1   | 0     | 0      | 1     |
| 11   | Sudán                     | 1   | 0     | 0      | 1     |
| 17   | Bielorrusia               | 0   | 2     | 0      | 2     |
| 17   | Kenia                     | 0   | 2     | 0      | 2     |
| 19   | Baréin                    | 0   | 1     | 1      | 2     |
| 19   | Brasil                    | 0   | 1     | 1      | 2     |
| 19   | Ucrania                   | 0   | 1     | 1      | 2     |
| 22   | Eslovenia                 | 0   | 1     | 0      | 1     |
| 22   | Jamaica                   | 0   | 1     | 0      | 1     |
| 22   | San Cristóbal y Nieves    | 0   | 1     | 0      | 1     |
| 25   | Kazajistán                | 0   | 0     | 2      | 2     |
| 25   | Polonia                   | 0   | 0     | 2      | 2     |
| 27   | Arabia Saudita            | 0   | 0     | 1      | 1     |
| 27   | Bahamas                   | 0   | 0     | 1      | 1     |
| 27   | Bulgaria                  | 0   | 0     | 1      | 1     |
| 27   | Chipre                    | 0   | 0     | 1      | 1     |
| 27   | España                    | 0   | 0     | 1      | 1     |
| 27   | Islas Vírgenes Británicas | 0   | 0     | 1      | 1     |
| 27   | Letonia                   | 0   | 0     | 1      | 1     |
| 27   | Marruecos                 | 0   | 0     | 1      | 1     |
| 27   | Mozambique                | 0   | 0     | 1      | 1     |
| 27   | República Dominicana      | 0   | 0     | 1      | 1     |
|      | TOTAL                     | 26  | 27    | 28     | 81    |